# Erythropsidinium

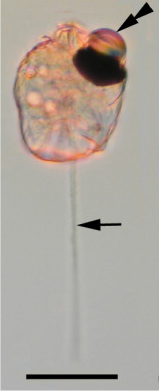
pasek skali – 20 μm

Erythropsidinium (dawniej Erythropsis) – rodzaj jednokomórkowych eukariontów z grupy bruzdnic (rodzina Warnowiaceae).

## Habitat
Erythropsidinium jest częścią planktonu morskiego. W ekosystemie jest prawdopodobnie drapieżnikiem (jak inne Warnowiaceae). Występuje w warstwie powierzchniowej ciepłych i tropikalnych wód wszystkich oceanów i Morza Śródziemnego; po raz pierwszy został opisany na podstawie badań próbek wody Zatoki Neapolitańskiej (Richard Hertwig, 1888).  
Badania biogeograficzne wykonał Fernando Gómez w pobliżu prądów Oja Siwo i Kuro Siwo, Celebesu i wysp Filipin, zachodniego i centralnego równikowego i południowo-wschodniego Pacyfiku. Najwyższą liczebność (15 osobników/dm³) odnotowano w północnej części Morza Filipińskiego (32°N, 138°E, głębokość 30 m). Stwierdzono m.in., że obfitość Erythropsidinium jest większa w strefach upwellingu. Większość osobników zebrano w strefie eufotycznej z głębokości mniejszej niż 90 m, co sugeruje, że zasiedleniu tej niszy sprzyjał prymitywny narząd wzroku (ocelloid). Pomimo dysponowania ocelloidem i innymi złożonymi organellami konkurencyjność Erythropsidinium w ekosystemie pelagicznym wydaje się niska.

## Opis
Bruzdnice (Dinoflagellata) są organizmami jednokomórkowymi, poruszającymi się dzięki wirującym wiciom (łac. flagella, organellum ruchu). U Erythropsidinium są one atroficzne.
Charakterystyczne dla Erythropsidinium (Gymnodiniales, Dinophyceae) są:
- piston – nie występujący w innych organizmach, wysuwany jak macka i kurczliwy „tłok”, niekiedy osiągający 20-krotność długości ciała (długość bez „tłoka” wynosi 50–120 μm)[6];
- ocelloid[a] – struktura przypominająca oko, wyraźnie widoczna w wierzchołkowej części komórki

Mimo braku układu nerwowego (por. np. układ nerwowy płazińców) Erythropsidinium–drapieżnik jest zdolny do szybkich i precyzyjnych reakcji tłoka w chwili pojawienia się ofiary. Używanie pojęcia „spostrzeżenie” ofiary jest problematyczne, ponieważ „widzenie” jest definiowane jako proces odbierania bodźców wzrokowych i ich analizowania w procesie percepcji (zob. np. droga wzrokowa). 

### Tłok
zob. osobny artykuł Piston
Tłok jest aktywny w dwóch podstawowych trybach:
– w trybie ruchuzastępuje atroficzne wici. Jego rozszerzenia i skurcze (kilka razy na sekundę) powodują przemieszczanie się osobnika z prędkością ok. 1 mm/s, większą od prędkości innych bruzdnic. Przemieszczanie się jest konsekwencją dużej różnicy między szybkością wydłużania się i skurczu wypustki – skurcz jest ok. 4-krotnie szybszy niż rozszerzanie. W czasie rozszerzania, którego prędkość osiąga 50 mm/s, komórka cofa się z chwilową prędkością ok. 4 mm/s.
– w trybie stacjonarnymgdy komórka jest prawie nieruchoma, tłok pełni m.in. funkcję organellum dotyku. Bada otoczenie w poszukiwaniu pożywienia, którym są zwykle jaja widłonogów. Zdobycz jest chwytana przez końcówkę tłoka, wyposażoną w „przyssawkę”, po czym umieszczana w tylnej jamie ciała, gdzie następuje wchłanianie.

### Ocelloid
zob. osobny artykuł Ocelloid
W strukturze ocelloidu występują dwie wyraźnie dostrzegalne części, przypominające soczewkę i siatkówkę prostego oka człowieka i innych kręgowców:
- H – hyalosome[10] – pełniący funkcję soczewki pęcherzyk z półprzezroczystą zawartością, otoczony mitochondriami, pełniącymi podobne funkcje, jak rogówka i tęczówka (pierścień mitochondriów)
- R – melanosome („kubek pigmentowy”, retinal body) – zagłębienie z wypełnieniem o strukturze przypominającej tylakoidy chloroplastów, miejsce fotorecepcji, zachodzącej dzięki zawartości rodopsyny, ulegającej fotoizomeryzacji (zob. proteorodopsyna, bakteriorodopsyna, oczy kubkowe łodzików)

## Badania mechanizmów ewolucji
Specyficzny dla Erythropsidinium narząd wzroku budzi zainteresowanie wielu naukowców, próbujących znaleźć odpowiedzi na liczne pytania o początki życia na Ziemi i przebieg ewolucji. Badania nie ograniczają się do problemów ewolucji oka, jednak często skupia ono uwagę jako narząd, który osiągnął wyjątkową złożoność, zachowując podstawowe podobieństwo fotoreceptorów. W XIX wieku Charles Darwin, twórca teorii ewolucji, pisał o oku człowieka „Organs of Extreme Perfection and Complication”, a w końcu XX w. Richard Dawkins zamieścił w książce pt. Wspinaczka na szczyt nieprawdopodobieństwa rozdział pt. Czterdzieści dróg do oświecenia. Dowodził m.in. że w istnieniu tak złożonej struktury nie ma nic niezwykłego, jeżeli weźmie się pod uwagę miliony lat ciągłego kumulowania się udoskonaleń.
Zgodnie z powszechnie przyjętą hipotezą, dotyczącą powstania życia na Ziemi, pierwsza komórka prokariotyczna powstała ok. 3,8 mld lat temu, niedługo po zakończeniu Wielkiego Bombardowania, prawdopodobnie w pobliżu alkalicznych „białych” kominów hydrotermalnych (środowisko sprzyjające powstaniu RNA). Pierwsze organizmy były chemoautotrofami (zob. np. bakterie metanowe i siarkowe). Najwcześniejsze skamieniałości śladowe pochodzą sprzed 3,86 mld lat. Prawdopodobnie dopiero ok. 2 mld lat temu zaszła endosymbioza, która rozpoczęła drogę od prokariontów do dominujących współcześnie eukariontów (część DNA endosymbiontów była przenoszona do jądra komórki macierzystej; symbionty stawały się organellami). Rozpoczął się kolejny etap nadal trwającej ewolucji. Współczesne drzewo filogenetyczne stale się rozrasta wskutek:
- rozmnażania - przekazywania genów w liniach rozwojowych w kierunku „pionowym”
- poziomego transferu genów, przypominającego etap powstawania pierwszych eukariontów (zob. np. mitochondrialna Ewa).

Różnorodność genetyczna współczesnych ekosystemów morskich jest przedmiotem intensywnych badań. Erythropsidinium jest jednym z obiektów badań organizmów z rzędu Gymnodiniales, do którego należy rodzina Warnowiaceae. Jest spektakularnym przykładem endosymbiozy, prowadzącej do zwiększenia przystosowania do warunków panujących w tej części ekosystemu.